# A Preview
《A Preview》는 대한민국의 음악 그룹 페퍼톤스 데뷔 EP이다.
수록곡 중 〈Close Up the World〉의 기타솔로는 슈퍼 마리오브라더스의 지상 테마를 차용하였다.

## 수록곡
전체 작사·작곡: 페퍼톤스
| #            | 제목                                     | 재생 시간 |
| ------------ | ---------------------------------------- | --------- |
| 1.           | 〈shameless〉 (보컬 - 뎁)                | 2:31      |
| 2.           | 〈21st Century Magic〉 (보컬 - WestWind) | 3:09      |
| 3.           | 〈Twinkle〉 (보컬 - 이장원)              | 3:05      |
| 4.           | 〈무한터널〉 (보컬 - 신재평)             | 2:47      |
| 5.           | 〈Close Up the World〉                   | 4:10      |
| 6.           | 〈Tulipsong〉 (보컬 - 뎁)                | 3:18      |
| 총 재생 시간 | 총 재생 시간                             | 19:00     |

## 참여
페퍼톤스
- Sayo(신재평) - 기타, 보컬, 시퀀서, 코러스, 녹음, 믹싱, 마스터링
- Noshel(이장원) - 베이스 기타, 보컬, 코러스, 녹음, 믹싱, 마스터링

객원 보컬/스탭
- 뎁 - 보컬(1, 6)
- WestWind - 보컬(2)
- Tafka Buddah - 믹싱, 마스터링(1, 2, 6)